# Rue Albert-Réville
La rue Albert-Réville est une voie de la commune française de Reims, située au sein du département de la Marne, en région Grand Est.

## Situation et accès
La rue Albert-Réville appartient administrativement au centre-ville de Reims.
La voie est à sens unique sur toute sa longueur avec une piste cyclable à contre-sens.

## Origine du nom
Elle porte le nom de l'ancien maire de Reims Albert Réville (1883-1949).

## Historique
Initialement dénommée « rue de Sedan » elle a pris sa dénomination actuelle dans la seconde partie du XXe siècle.

## Bâtiments remarquables et lieux de mémoire

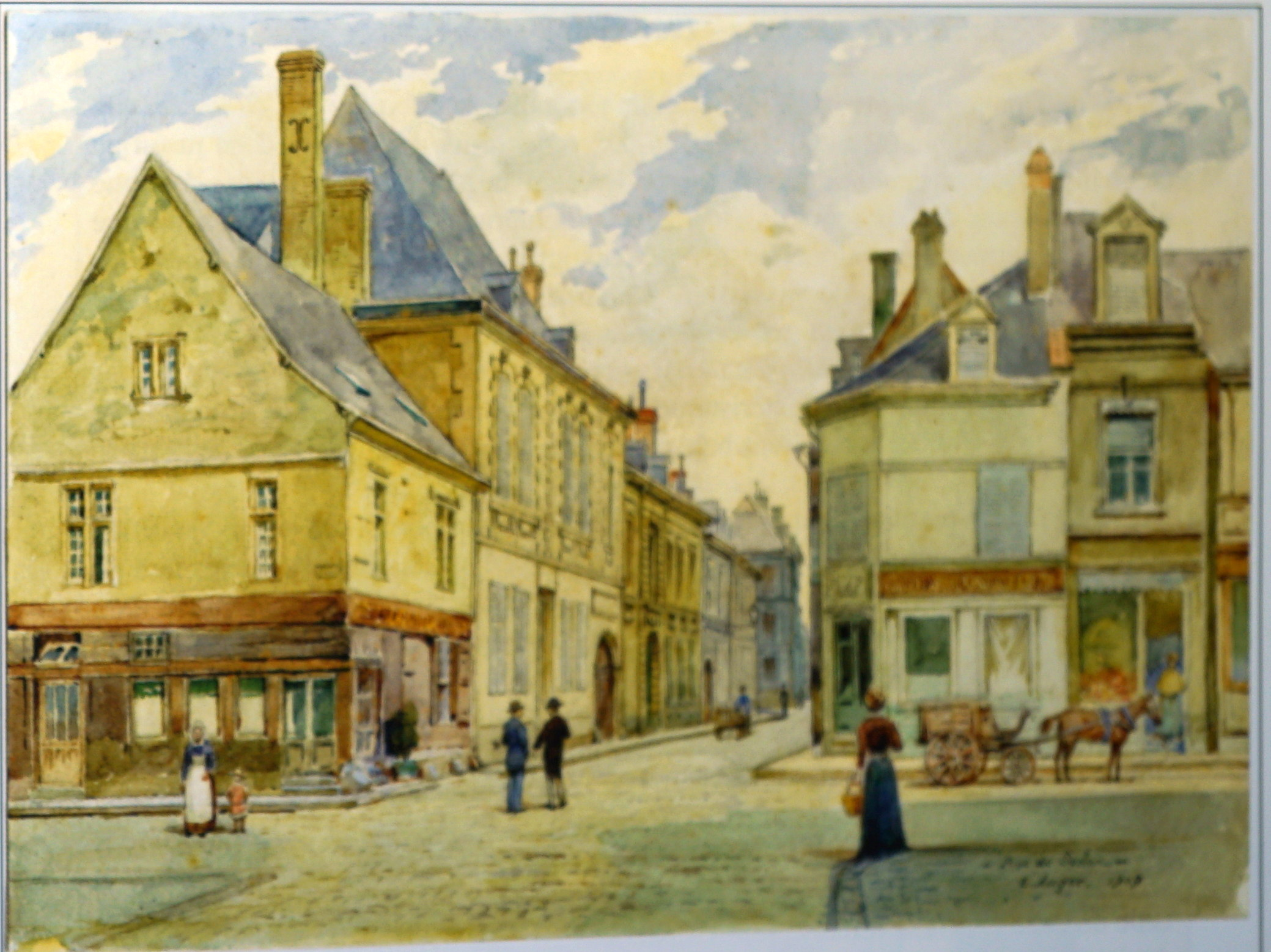
La maison en 1912 par Eugène Auger avant sa destruction lors de la Grande Guerre.

- no 1 : L'ancienne maison[2].